# Dark thrones and black flags
Dark Thrones and Black Flags es el decimotercero álbum de estudio de la banda noruega de black metal, Darkthrone. Publicado en octubre de 2008, el estilo musical continúa con el de su anterior álbum, F.O.A.D.. Las letras fueron escritas por Nocturno Culto y Fenriz.
El arte de la portada fue realizado por Dennis Dread.

## Lista de canciones
1. "The Winds They Called the Dungeon Shaker" – 3:52
2. "Oath Minus" – 4:16
3. "Hiking Metal Punks" – 3:21
4. "Blacksmith of the North" – 3:13
5. "Norway in September" – 5:46
6. "Grizzly Trade" – 4:16
7. "Hanging Out in Haiger" – 3:22
8. "Dark Thrones and Black Flags" – 2:24
9. "Launchpad to Nothingness" – 4:31
10. "Witch Ghetto" – 3:56

## Créditos
- Nocturno Culto- guitarra, bajo y voz
- Fenriz- batería y voz

- Datos: Q1756581